# Antillicharis rodriguezi
Antillicharis rodriguezi är en insektsart som först beskrevs av Henri Saussure 1874.  Antillicharis rodriguezi ingår i släktet Antillicharis och familjen syrsor. Inga underarter finns listade i Catalogue of Life.